# 多努斯·埃娃
多努斯·埃娃（匈牙利語：Dónusz Éva，1967年9月29日—），匈牙利女子皮划艇运动员。她曾代表匈牙利参加1992年和1996年夏季奥林匹克运动会皮划艇比赛，共获得一枚金牌和一枚铜牌。